# Vol 103 de Pan Am
El Vol 103 de la Pan Am (Pan American World Airways) fou un vol transatlàntic regular que cobrí la ruta de Frankfurt del Main (Alemanya) a Detroit (Estats Units d'Amèrica), via Londres (Regne Unit) i Nova York. El 21 de desembre de 1988 l'avió que cobria aquest vol fou víctima d'un atemptat, i va ser destruït en ple vol per una bomba terrorista. Hi van morir els 243 passatgers i els 16 membres de la tripulació, a més d'11 persones que es trobaven a terra. Aquest atemptat és conegut com la bomba de Lockerbie, donat que grans seccions de l'aeronau van caure a àrees residencials de la població de Lockerbie, Escòcia.
Arran d'una investigació conjunta de tres anys feta pels organismes Dumfries and Galloway Constabulary escocès i l'Oficina Federal d'Investigacions (FBI) estatunidenca, es van emetre ordres de detenció de dos ciutadans libis al novembre de 1991. El 1999, el líder libi Moammar al-Gaddafi va lliurar els dos homes per a ser jutjats a Camp Zeist (un tribunal especial amb l'únic propòsit de jutjar aquest cas), als Països Baixos, després de prolongades negociacions i sancions per part de l'ONU. El 2001, l'oficial d'intel·ligència libi Abdelbaset al-Megrahi va ser condemnat a cadena perpètua després de ser declarat culpable de 270 càrrecs d'assassinat en connexió amb l'atemptat. L'agost de 2009, va ser posat en llibertat pel Govern escocès per raons humanitàries, després d'haver estat diagnosticat de càncer de pròstata. Va morir al maig de 2012, sent l'única persona que ha estat condemnada per l'atemptat. Havia proclamat contínuament la seva innocència.
El 2003 al-Gaddafi va acceptar la responsabilitat de la bomba de Lockerbie i va pagar una indemnització a les famílies de les víctimes, tot i que va mantenir que ell mai no havia donat l'ordre de fer l'atemptat. Durant la Guerra Civil Líbia del 2011, un membre del govern anterior va declarar que el dirigent libi havia donat l'ordre personalment.

## Aeronau
L'aeronau del Vol 103 de la Pan Am fou un Boeing 747–121, amb matrícula N739PA i anomenat Clipper Maid of the Seas, havent rebut abans del 1979 el nom Clipper Morning Light (la companyia Pan Am acostumava a anomenar Clipper a tots els seus avions). Fou el 15è Boeing 747 construït i va ser entregat a la companyia al febrer de 1970, un mes després de l'entrada en servei del primer Boeing 747 de la Pan Am.
El dia de l'atemptat el Clipper Maid of the Seas tenia doncs 18 anys i hi havia acumulat unes 75.000 hores de vol. El 1987 es va sotmetre a una revisió completa, ja que pertanyia a la flota de la reserva civil d'aeronaus, i va ser reforçat per a una possible situació d'emergència nacional, de tal manera que es podria convertir en avió de càrrega en dos dies de treball, segons el diari Los Angeles Times.

## Vol
El Clipper Maid of the Seas operava l'etapa transatlàntica del vol 103, una ruta iniciada a l'aeroport de Frankfurt del Main, Alemanya Occidental, amb un Boeing 727 entre aquesta ciutat i Londres, i des de Londres la reste de la ruta era feta per un Boeing 474. Tant la Pan Am com la TWA operaven rutinàriament diferents vols sota el mateix número de vol, el 103. Així PA103 (on PA fou el distintiu de la Pan Am) era l'únic codi assignat per l'itinerari de Frankfurt a Nova York, malgrat el canvi programat d'aeronaus a Londres. A l'Aeroport de Londres-Heathrow, els passatgers i els seus equipatges eren transferits directament al Boeing 747, juntament amb la càrrega no pertanyent a passatgers.
El dia de l'atemptat l'avió va sortir del terminal de l'aeroport a les 18:04 (les hores en aquest article són totes indicades en UTC) i es va enlairar des de la pista 27R a les 18:25, en ruta cap a l'Aeroport Internacional John F. Kennedy de Nova York i amb destí final a l'Aeroport Metropolità del Comtat Wayne de Detroit. El pla de vol original feia passar el vol 103 per sobre els Midlands d'Irlanda (regió central). No obstant això, els controladors aeris van ordenar al pilot una alteració de la ruta del vol degut al trànsit i a les condicions climàtiques a la ruta inicialment prevista.

## Explosió i col·lisió: cronologia

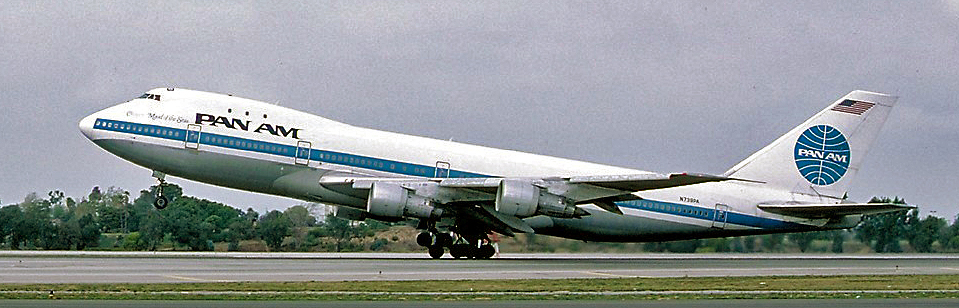
N739PA, el "Clipper Maid of the Seas", fotografiat a L'Aeroport Internacional de Los Angeles (LAX) el 1987. L'explosió va ocórrer gairebé directament sota el 'P' de "Pan Am" en el costat de l'avió.

### Pèrdua de contacte
A les 18:58 l'aeronau va establir contacte radiofònic bilateral amb el Control d'Àrea Oceànic Shanwick, utilitzant la freqüència 123.95 MHz.
El Clipper Maid of the Seas es va apropar al fiord Solway Firth a les 19:01 i va travessar la costa a les 19:02 UTC. En aquell moment el codi del transponedor (també conegut com a "squawk" en anglès) mostrava el número 0357 i el nivell de vol FL310 (on FL representa Flight Level, nivell de vol). En aquest punt el Clipper Maid of the Seas volava doncs a 31.000 peus (9.400 m) amb valors indicats pels instruments de rumb 316 graus magnètics, i velocitat calibrada respecte a l'aire de 313 kn (580 km/h). L'anàlisi subsegüent dels retorns del radar RSRE (Royal Signals and Radar Establishment) del Ministeri de Defensa del Regne Unit va concloure que l'aeronau seguia un rumb 321° i a una velocitat respecte a terra de 803 km/h (499 mph; 434 nusos).
A les 19:02:44, el controlador de Shanwick va comunicar l'autorització per a la ruta oceànica a seguir pel vol 103. L'aeronau no va comunicar la recepció d'aquest missatge (l'"acknowledge", en anglès). El transponedor del Clipper Maid of the Seas en aquell moment no mostrava cap "squawk". El Control de Trànsit Aeri va provar per posar-se contacte amb l'avió, sense resposta. En aquells moments, a les 19:02:50, l'Enregistrador de Veus de Cabina (CVR, Cockpit Voice Recorder) va enregistrar un fort so. Als monitors dels radars van aparèixer 5 senyals corresponents a l'avió en comptes d'una sola. La comparativa entre el CVR i els senyals de retorn del radar va mostrar que 8 segons després de l'explosió les restes de l'avió s'estenien al llarg d'una milla nàutica (1.9 km). Un pilot de la companyia British Airways, volant a prop de Carlisle al vol Londres–Glasgow, va trucar les autoritats escoceses per a informar que havia pogut veure un foc enorme a terra.

### Desintegració de l'aeronau
L'explosió va obrir un forat de 50 cm al costat esquerre del fuselatge. Els investigadors de l'Administració d'Aviació Federal (FAA) dels Estats Units d'Amèrica van concloure que a la cabina de pilotatge no es va arribar a iniciar cap procediment d'emergència. La policia va trobar el CVR en les primeres 24 hores a un camp (el CVR es troba a la secció de cua de l'aeronau). No n'hi havia cap evidència d'un senyal de socors; a canvi es va enregistrar un soroll de 180 mil·lisegons quan va ser destruït el centre de comunicacions de l'aeronau. Tot i que l'explosió va ser a la bodega de l'avió, l'efecte es magnificà per la gran diferència de pressió entre l'interior i l'exterior de l'aeronau. El fuselatge va ser llançat cap avall i a l'esquerra.

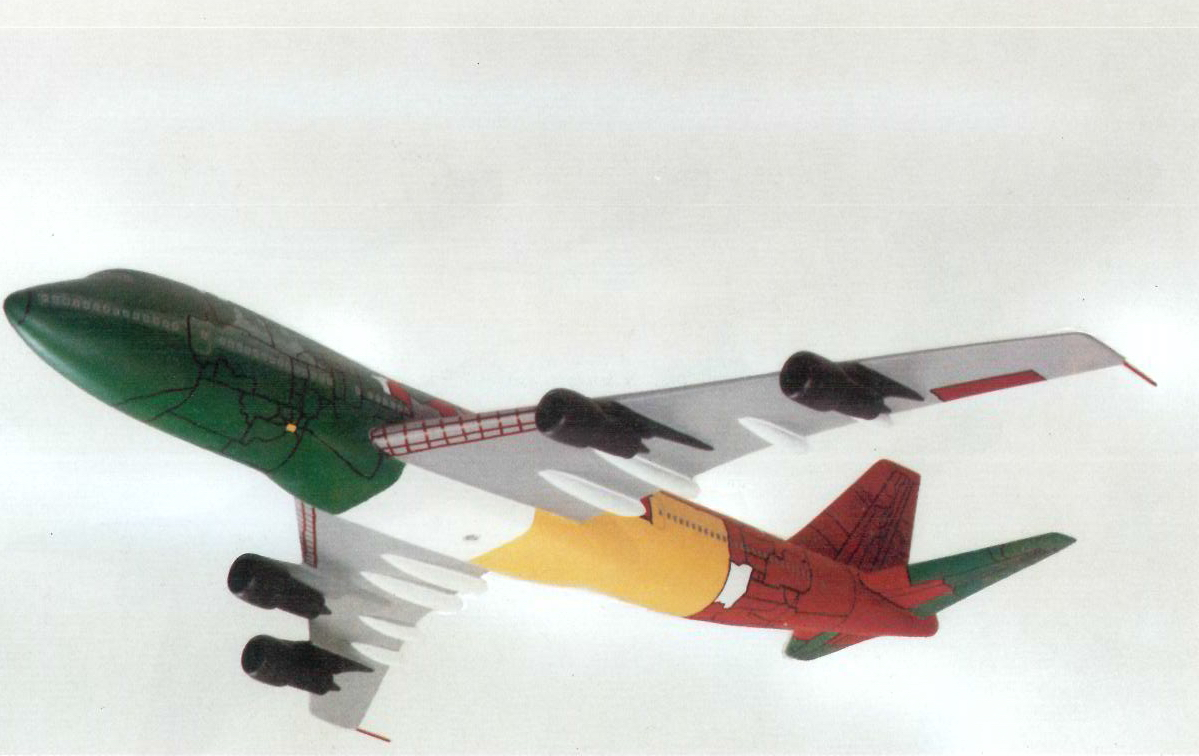
Model de l'agencia britànica d'investigació AAIB mostrant les línies de fractura del fuselatge i la localització en terra de les parts de l'avió.
Verd—restes al sud;vermell—restes al nord;gris—cràter d'impacte;groc—restes caigudes a Rosebank (Lockerbie);blanc—restes no recuperades o no identificades.

Els investigadors de l'agencia britànica d'investigació d'accidents aeris, Air Accidents Investigacion Branch (AAIB), del Departament del Transport del Regne Unit van concloure que el morro de l'aeronau es va separar de la resta de l'aeronau durant els tres primers segons després de l'explosió. La punta frontal de l'aeronau, el con del morro, es va separar de la resta del morro, com si fos la tapa d'una llauna (de fet n'és una trapa que amaga dispositius electrònics), i va acabar impactant el motor N.3 (primer motor a la dreta de l'avió), i aterrant a alguna distància de Lockerbie, a prop de l'església de Tundergarth.

### Impacte del fuselatge
El fuselatge va continuar movent-se cap endavant i cap avall fins que va assolir els 19.000 ft (5,800 m) d'altitud, i a partir d'aquest punt va caure pràcticament en vertical. Mentre descendia es va anar trencant en peces més petites, sent la secció on s'insereixen les ales la primera en tocar terra, en Sherwood Crescent, Lockerbie, moment al qual les 200.000 lb (91.000 kg) de combustible d'aviació es van encendre. La bola de foc i l'incendi resultants van destruir diverses cases i van obrir un gran cràter al centre de Lockerbie.
Els investigadors van poder determinar que ambdues ales havien aterrat a la zona del cràter després de comptar el gran nombre de subjeccions de flaps que es van trobar al cràter; no n'hi havia cap evidència de restes de les ales fora el cràter. El centre de Seguiments Geològics del Regne Unit, British Geological Survey, situat a 23 quilòmetres, a l'Observatori de Eskdalemuir, va registrar un esdeveniment sísmic a les 19:03:36, amb una magnitud d'1,6 en l'escala de Richter, atribuïble a l'impacte.
Una altra secció del fuselatge va aterrar aproximadament 2,4 quilòmetres al nord-est, colpejant una casa a Park Place. Malgrat que la casa va quedar completament enderrocada, el seu únic ocupant en va poder sortir il·lès.

## Víctimes
| Nationalitat        | Passatgers | Tripulació | A terra | Total |
| Argentina           | 2          | 0          | 0       | 2     |
| Bèlgica             | 1          | 0          | 0       | 1     |
| Bolívia             | 1          | 0          | 0       | 1     |
| Canadà              | 3          | 0          | 0       | 3     |
| França              | 2          | 1          | 0       | 3     |
| Alemanya Occidental | 3          | 1          | 0       | 4     |
| Hongria             | 4          | 0          | 0       | 4     |
| Índia               | 3          | 0          | 0       | 3     |
| Irlanda             | 3          | 0          | 0       | 3     |
| Israel              | 1          | 0          | 0       | 1     |
| Itàlia              | 2          | 0          | 0       | 2     |
| Jamaica             | 1          | 0          | 0       | 1     |
| Japó                | 1          | 0          | 0       | 1     |
| Filipines           | 1          | 0          | 0       | 1     |
| Sud-àfrica          | 1          | 0          | 0       | 1     |
| Espanya             | 0          | 1          | 0       | 1     |
| Suècia              | 2          | 1          | 0       | 3     |
| Suïssa              | 1          | 0          | 0       | 1     |
| Trinitat i Tobago   | 1          | 0          | 0       | 1     |
| Regne Unit          | 31         | 1          | 11      | 43    |
| Estats Units        | 178        | 11         | 0       | 189   |
| Total               | 243        | 16         | 11      | 270   |

Els 243 passatgers i 16 membres de tripulació van morir, així com 11 residents de Lockerbie. Dels 270 morts, 189 eren ciutadans estatunidencs i 43 ciutadans britànics. Vint-i-un altres nacionalitats van estar representades, amb quatre o menys passatgers per país. Amb aquells 189 estatunidencs morts, aquest atemptat amb bomba va representar l'acte terrorista contra els EUA més mortífer abans de l'Atemptat d'Oklahoma City i dels Atemptats de l'11 de setembre de 2001. Molts dels passatgers provenien dels Estats de Nova Jersey i Nova York.

### Tripulació
El vol 103 era sota les ordres del Comandant Jim MacQuarrie (55 anys), un pilot experimentat amb gairebé 11.000 hores de vol, de les quals portava acreditades més de 4.000 en Boeing 747. El Primer Oficial (copilot) va ser Ray Wagner (52), amb aproximadament 5.500 hores de vol en el model Boeing 747 i amb un total de gairebé 12.000 hores de vol. L'Enginyer de Vol va ser Jerry Don Avritt (46), amb més de 8.000 hores de vol. Hi havia arribat a la Pan Am procedent de la National Airlines tras la fusió d'ambdues companyies. La tripulació tenia la seva base a l'Aeroport JFK de Nova York.
La tripulació procedent de l'aeroport de Heathrow consistia en els sobrecàrrecs Gerry Murphy (51) i Milutin Velimirovič (35), i els auxiliars de vol Siv Engström (51), Babette Avoyne-Clemens (44), Noëlle Campbell-Berti (41), Elke Kühne (43), Nieves Larracoechea (39), Irja Skabo (38), Paul Garrett (41), Lili Macalolooy (27), Jocelyn Reina (26), Myra Reial (30) i Stacie Franklin (20). La tripulació de cabina era de Txecoslovàquia, la República Dominicana, França, Noruega, les Filipines, Espanya, Suècia, Alemanya de l'Oest i els Estats Units d'Amèrica. Molts dels membres de la tripulació de cabina s'havien nacionalitzat ciutadans estatunidencs mentre treballaven per a la Pan Am. Tots havien sigut contractats per la Pan Am i la seva antiguitat a la companyia anava dels 9 mesos als 28 anys.
El comandant, el copilot, l'enginyer de vol, un auxiliar de vol i diversos passatgers de primera classe van ser trobats cordats amb el cinturó de seguretat als seus seients a la secció del morro que va caure en un camp a prop d'una petita església del poble de Tundergarth. Els investigadors van informar que un auxiliar de vol va ser trobat viu per la dona d'un pagès, però va morir abans que es pogués fer res per ell. Alguns passatgers podien eventualment haver-hi sobreviscut breument a l'impacte en terra; un informe del patòleg va concloure que com a mínim dos d'aquests passatgers podrien haver-hi sobreviscut si haguessin estat trobats prou aviat.

### Passatgers

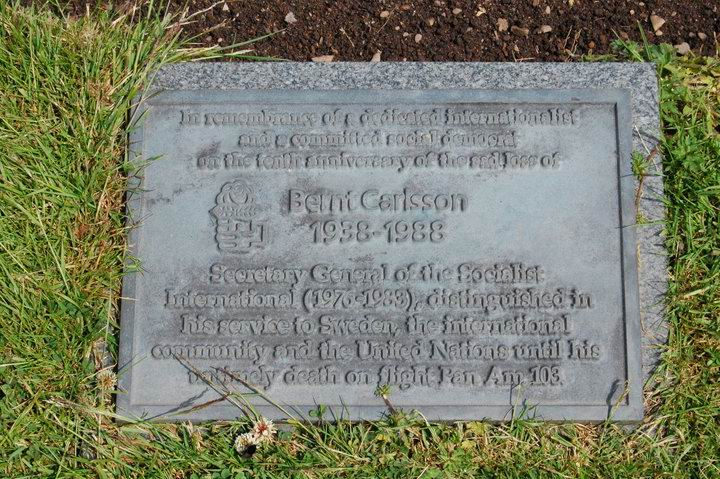
Pedra commemorativa dedicada a Bernt Carlsson al Cementiri de Dryfesdale

#### Estudiants de la Universitat de Syracuse
Trenta-cinc dels passatgers eren estudiants de la Universitat de Syracuse i tornaven cap a casa per les festes de Nadal, després d'un semestre d'estudis al Campus de Syracuse de Londres.

#### Passatgers notables
Entre els passatgers víctimes de l'atemptat el més prominent va ser el Comissari de l'ONU per Namíbia Bernt Carlsson, de 50 anys, qui viatjava per assistir a la cerimònia de signatura dels Acords de Nova York (Acord Tripartit per Angola) a la Seu de les Nacions Unides el 22 de desembre de 1988. També a bord hi eren: el CEO de Volkswagen Amèrica, James Fuller, i el Director de Màrqueting de Volkswagen Amèrica, Lou Marengo, que retornaven d'una reunió amb executius de Volkswagen en Alemanya Occidental; el músic Paul Jeffreys, anteriorment contrabaixista amb Steve Harley & Cockney Rebel, i la seva dona Rachel; la poeta Joanna Walton, qui va escriure la majoria de les lletres de les cançons del àlbum "Exposure" de 1979 del músic Robert Fripp, i qui també va ser qui va inventar el terme "Frippertronics"; Jonathan Blanc, el fill de l'actor David White, qui va interpretar a Larry Tate en la sèrie dels 1960s "Embruixada"; i Alfred Hill, un físic jove prometedor. També a bord anava Irving Sigal, el director sènior de biologia molecular dels Laboratoris de Recerca Merck Sharp & Dohme, de Rahway, Nova Jersey.

#### Oficials de govern dels EUA
Hi havia com a mínim quatre membres del Govern dels EUA a la llista de passatgers del vol, amb rumors, mai confirmats, d'haver-n'hi un cinquè. La presència d'aquests homes al vol va donar peu més tard a certes teories de la conspiració, a les quals un o més d'ells haurien estat implicats.
Els quatre confirmats van ser Matthew Gannon, cap adjunt de l'oficina de la CIA a Beirut, Líban; el Major Chuck "Tiny" McKee, oficial de l'Exèrcit dels EUA que tornava de Beirut; i dos agents especials del Servei de Seguretat Diplomàtica (DSS) fent tasques de guardaesquenes de Gannon i McKee: Ronald Lariviere, oficial de seguretat de l'Ambaixada dels EUA a Beirut, i Daniel O'Connor, oficial de seguretat de l'Ambaixada dels EUA a Nicòsia, Xipre.

### Residents a Lockerbie
Onze persones residents a Lockerbie van morir quan la secció de l'ala va impactar i explotar a Sherwood Crescent a més de 800 km/h (500 mph) km/h, creant un cràter de 47 m. El número 13 del carrer Sherwood Crescent va quedar completament destruït, i els seus ocupants van morir. Moltes altres cases i els seus fonaments van ser destruïts, i d'altres vint-i-una van quedar tan seriosament malmeses que van haver de ser enderrocades. Quatre membres d'una mateixa família, Jack i Rosalind Somerville i els seus fills Paul (13), i Lyndsey (10), va morir quan va explotar la seva casa, al 15 de Sherwood Crescent.
Kathleen Flannigan (41), el seu marit Thomas (44), i la seva filla Joanne (10), va morir per l'explosió en la seva casa del 16 de Sherwood Crescent. El seu fill Steven (14) va veure la bola de foc destruint casa seva des del garatge d'un veí, on hi havia anat per reparar la bicicleta de la seva germana. El fill més gran, David, vivia aleshores a Blackpool. David va morir el 1993 i Steven el 2000.
Els altres residents de Lockerbie que van morir van ser Mary Lancaster, de 81 anys i Jean Murray, de 82 anys. Ambdues, vídues, vivien al carrer Sherwood Crescent.
La bola de foc es va elevar per sobre les cases i es va dirigir cap l'autovia A74 Glasgow-Carlisle, cremant cotxes en els carrils cap al sud. El pare Patrick Keegans, sacerdot catòlic de Lockerbie, es disposava a visitar els seus veïns Dora i Maurici Henry aproximadament a les 19:00 de la nit, quan l'avió va destruir la casa. La casa de Keegans al número 1 del carrer Sherwood Crescent, va ser l'única que no va ser destruïda per l'impacte de l'avió ni destruïda pel foc.
Tot i la petició dels governs de no viatjar a Lockerbie, molts dels familiars dels passatgers, la majoria d'ells procedents dels EUA, van arribar-hi en qüestió de dies per identificar els morts. Els voluntaris de Lockerbie van establir cantines i van dotar-les de personal. Les cantines romanien obertes les 24 hores del dia, oferint entrepans gratis, menjars calents, cafè, i algú amb qui parlar amb els familiars que arribaven, els soldats, els policies, i els treballadors socials. Els habitants de la ciutat van rentar, assecar i planxar cada peça de roba que es va trobar, després que la policia indiqués que no tenien valor forense, de manera que la major quantitat possible d'articles pogués ser retornada ràpidament als familiars. El corresponsal en Escòcia de la BBC, Andrew Cassell, va informar en ocasió del 10è aniversari de l'atemptat, que la gent del poble havia "obert les seves llars i cors" als familiars, portant les seves pròpies pèrdues "estoicament i amb una enorme dignitat", i que "els vincles forjats van continuar fins al dia d'avui".

## Persones amb reserva que no van pujar a l'avió
Hi van haver diverses persones que havien d'haver pujat a bord del vol 103, però o bé van arribar massa tard o bé van canviar de vol.

### Jaswant Basuta
Menció especial entre els que no van pujar al avió per Jaswant Basuta, un mecànic de cotxes de 47 anys, de Nova York, que va ser considerat sospitós de l'atemptat. Hi havia comprat un bitllet pel vol 103, però va arribar a la porta d'embarcament massa tard. Havia assistit a un casament familiar en Belfast, Irlanda del Nord, i tornava a la ciutat de Nova York per a començar una nova feina. Basuta va ser inicialment considerat sospitós, i a més el seu equipatge havia estat embarcat al vol sense ell. Les sospites es veien recolzades pel fet que Basuta era sikh i els sikhs havien estat implicats tres anys abans en l'atemptat del Vol 182 d'Air India.
Basuta hi havia viatjat des de Belfast, un lloc notable pel terrorisme lligat al Conflicte nord-irlandès. Després de passar per la comissaria de policia de l'aeroport de Heathrow va quedar clar que no tenia cap connexió amb l'atemptat, i va ser alliberat sense càrrecs. Vint anys més tard, en una entrevista amb la BBC, va parlar sobre la seva escapada pels pèls de la mort: "Hauria d'haver-hi estat la 271a víctima i encara em sento terriblement malament per totes les altres persones que van morir".
El grup de R&B The Four Tops havia planejat agafar el vol 103 per tornar als EUA per Nadal, després de completar la seva gira europea, però van sortir tard d'una sessió d'enregistrament i després es van quedar dormits en acabar una actuació al programa de televisió Top of the Pops. En comptes del vol 103 en van agafar més tard un de la British Airways.
El músic de Punk rock John Lydon (conegut també com a Johnny Rotten) del grups Sex Pistols i Public Image Ltd i la seva dona, Nora, tenien plaça reservada al vol, però el van perdre a causa de retards.
Mats Wilander, aleshores jugador de tennis número 1 del rànquing del món, hi havia fet una reserva però no va agafar el vol.
L'actriu Kim Cattrall havia reservat plaça en aquest vol, però va canviar la seva reserva poc abans del vol per tal de poder fer algunes compres de darrer moment a Londres.

## Alertes prèvies
Abans de l'atemptat hi van haver dues alertes sobre la possibilitat d'un atemptat.

### Avís de Hèlsinki
El 5 de desembre de 1988 (16 dies abans de l'atemptat), l'Administració Federal d'Aviació (FAA) dels Estats Units d'Amèrica va emetre un butlletí de seguretat informant que, en aquest dia, un home amb accent àrab havia telefonat a l'Ambaixada dels Estats Units a Hèlsinki, Finlàndia, per dir que un vol de la Pan Am del trajecte Frankfurt-Estats Units seria destruït en les properes dues setmanes per algú afiliat a l'Organització Abu Nidal; el comunicant va dir que una dona finlandesa podria portar la bomba a bord com a missatger involuntari.
L'avís anònim va ser pres seriosament pel Govern dels EUA, i el Departament d'Estat va enviar un butlletí a dotzenes d'ambaixades. El FAA va enviar a tots els transportistes dels EUA, incloent-hi la Pan Am, un avis segons el qual havien de cobrar a cada un dels passatgers una sobrecàrrega de seguretat de 5 dòlars estatunidencs, prometent un "programa que revisarà els passatgers, empleats, instal·lacions aeroportuàries, equipatges i aeronaus amb un rigor implacable"; l'equip de seguretat de l'aeroport de Frankfurt va trobar l'avís de la FAA sota una pila de papers en un escriptori el dia després de l'atemptat. Una inspectora de seguretat de Frankfurt va dir a la ABC News que el primer cop que va ser informada sobre l'existència del Semtex (un explosiu plàstic) va ser durant la seva entrevista amb l'ABC 11 mesos després de l'atemptat.
El 13 de desembre l'avís va ser enviat per correu en butlletins a l'Ambaixada dels EUA a Moscou i eventualment distribuït a la comunitat americana en aquell país, incloent-hi periodistes i homes de negocis.
El diari finlandès nacional en suec Hufvudstadsbladet va informar en la primera pàgina de la seva edició del 23 de desembre de 1988 -dos dies després de l'atemptat- que un portaveu del Departament d'Estat a Washington, Phyllis Oakley, va confirmar els detalls de l'amenaça de bomba a l'Ambaixada de Hèlsinki. El diari va escriure que, "segons el portaveu, la veu telefònica anònima també va indicar que la bomba seria transportada des de Hèlsinki a Frankfurt i continuaria ruta cap a Nova York en el vol de la Pan Am. La persona que transportaria la bomba no seria conscients de dur-la, els explosius estarien ocults al seu equipatge". En el mateix article es va informar que l'Ambaixada dels Estats Units a Moscou també va rebre la mateixa amenaça el 5 de desembre, i afegia que el Ministeri d'Afers Exteriors de Finlàndia no va trobat cap evidència en les seves investigacions dels possibles vincle amb l'accident de Lockerbie: "El Ministeri d'Afers Exteriors assumeix que un àrab que viu a Finlàndia està darrere l'amenaça per telèfon a l'Ambaixada dels Estats Units a Hèlsinki. Segons fonts del Ministeri d'Afers Exteriors, l'àrab ha telefonat al llarg de l'any amb trucades amenaçadores a les ambaixades d'Israel i dels Estats Units [a Hèlsinki]", va escriure el diari. "L'home que va trucar les ambaixades afirmava pertànyer a la facció radical palestina d'Abu Nidal, que ha estat responsable de moltes accions terroristes. L'home va dir que una dona col·locaria una bomba a bord d'un avió de la Pan Am." L'article continua: "Això ha portat a l'especulació de que una dona finlandesa va col·locar la bomba a bord de l'avió abatut. Un dels líders operatius més importants d'Abu Nidal, Samir Muhammed Khadir, que va morir l'estiu passat en un atac terrorista contra el vaixell «City of Poros», havia viscut als afores d'Estocolm, i s'havia casat amb una dona nascuda a Finlàndia".

### Avís de l'OAP
Uns pocs dies abans del sabotatge de l'aeronau, forces de seguretat de països europeus, incloent el Regne Unit, foren posades en alerta després d'un avís de l'Organització per a l'Alliberament de Palestina (OAP), segons el qual alguns extremistes podrien llançar atacs terroristes per a soscavar el diàleg entre els Estats Units i l'OAP.

## Reclamacions de responsabilitat

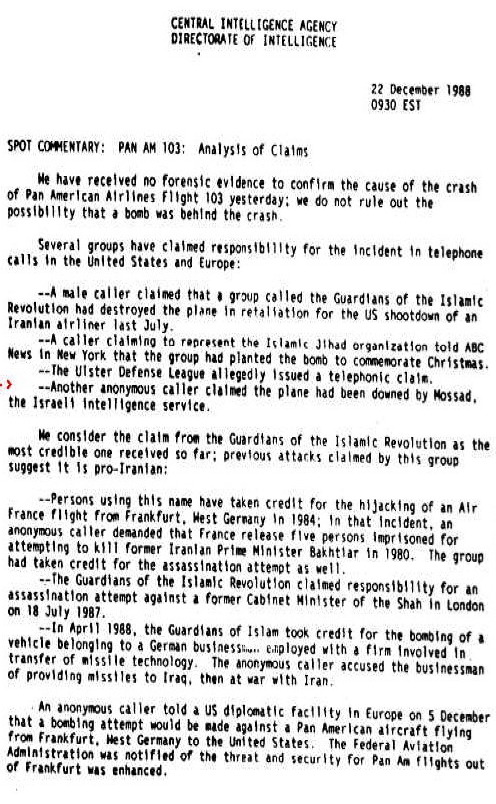
Anàlisi de la CIA de diverses reivindicacions de l'atemptat

Segons una anàlisi de la CIA de data 22 de desembre de 1988, diversos grups van reivindicar l'atemptat en trucades telefòniques, als Estats Units i a Europa:
- Un home va reivindicar que un grup anomenat els Guardians de la Revolució Islàmica havien destruït l'avió en venjança pel Vol 655 d'Iran Air, que va ser abatut per forces dels EUA al Golf Pèrsic el juliol anterior.
- Un home va trucar la cadena ABC News de Nova York proclamant ser representant de l'Organització de la Gihad Islàmica i que el grup havia planejat l'atemptat per a commemorar el Nadal.
- Un altre home ho va reivindicar per l'"Unionisme Irlandès".
- Un altre va proclamar que l'avió havia estat abatut pel Mossad, el servei d'intel·ligència israelià.[50][51]

L'autor de la llista va anotar que "considerem les reivindicacions dels Guardians de la Revolució Islàmica com la més creïble de llarg", però l'anàlisi va concloure que "no podem assignar de moment responsabilitats per aquesta tragèdia a cap grup terrorista. Cal afegir que estem convençuts de que molts altres grups buscaran cridar l'atenció."
Moammar al-Gaddafi, president de Líbia a l'època de l'atemptat, va admetre la responsabilitat del seu país a l'atemptat de Lockerbie, i Líbia va pagar una indemnització a les famílies de les víctimes l'any 2003, tot i que va mantenir que mai personalment no va donar l'ordre per l'atac. El 22 de febrer de 2011, durant la Guerra Civil Líbia, l'anterior Ministre de Justícia, Mustafa Abdul Jalil, va declarar en una entrevista amb el diari suec Expressen que Moammar al-Gaddafi havia ordenat personalment l'atemptat. Jalil va indicar que posseïa "documents que proven [les al·legacions] i [sóc] a punt per entregar-los al Tribunal Criminal Internacional." Jalil va negar més tard haver fet aquestes declaracions, tot indicant que s'havien malinterpretat les seves declaracions.
El desembre de 2013 es va revelar que el primer sospitós de l'atemptat havia estat el Front Popular per a l'Alliberament de Palestina – Comandament General (PFAP-CG). Entre l'allau d'avisos que van precedir immediatament al desastre n'hi va haver un que deia: "un grup de palestins no vinculats a l'OAP pretén atacar objectius dels EUA en Europa. El moment és ara. Objectius específics són la Pan Am i les bases militars dels EUA". Cinc setmanes abans d'aquest avís, la mà dreta d'Ahmed Jibril, Haffez Dalkamoni, havia estat arrestat a Frankfurt juntament amb un expert en fabricació de bombes, Marwen Khreesat. "Més tard, funcionaris d'intel·ligència nord-americans van confirmar que els membres del grup havien estat vigilant les instal·lacions de la Pan Am a l'aeroport de Frankfurt". Un agent encobert de la CIA va escoltar de un màxim de 15 funcionaris sirians d'alt nivell que el grup amb seu a Síria estava involucrat, i els funcionaris van interactuar amb el líder del FPAP-CG, Ahmed Jibril, "de manera constant". El 2014 un exespia iranià va afirmar que Iran va ordenar l'atac. El Ministeri d'Afers Exteriors iranià va negar ràpidament qualsevol implicació.

## Investigació

### Investigació civil
La investigació inicial sobre el lloc de l'accident, duta a terme per Dumfries and Galloway Constabulary, va necessitar de moltes recerques des d'helicòpter, imatges de satèl·lit, i una recerca de la zona amb policia i soldats. Les restes de l'avió va quedar escampades per més de 2.000 quilòmetres quadrats (aproximadament un quadrat de 45 km per costat) i els investigadors de l'AAIB (Air Accidents Investigation Branch) es van enfrontar a un trencaclosques gegantí en l'intent de reconstruir l'avió a partir de les peces trobades. En total es van recollir 4 milions de trossos de runa i es van registrats en fitxers informàtics. Més de 10.000 peces de restes de l'avió van ser recuperades, etiquetades i s'introduïren en un sistema informàtic de seguiment. Els autors de l'atemptat aparentment havien previst que l'avió s'estavellaria al mar, destruint qualsevol evidència traçable, però l'hora de sortida tardana de l'aeronau va possibilitar que l'explosió sobre terra ferma deixés tot un rastre de proves.
El fuselatge de l'aeronau va ser reconstruït pels investigadors de l'accident, revelant un forat de 20 polzades (510 mm) compatible amb una explosió al celler de càrrega davanter. L'examen dels contenidors d'equipatge va revelar que el contenidor més proper al forat havia ennegrit, era perforat i tenia danys severs, producte d'un "esdeveniment d'alta energia" que havia succeït al seu interior. Es van dur a terme una sèrie d'explosions d'assaig per a confirmar la ubicació precisa de la bomba i la quantitat d'explosiu utilitzat.

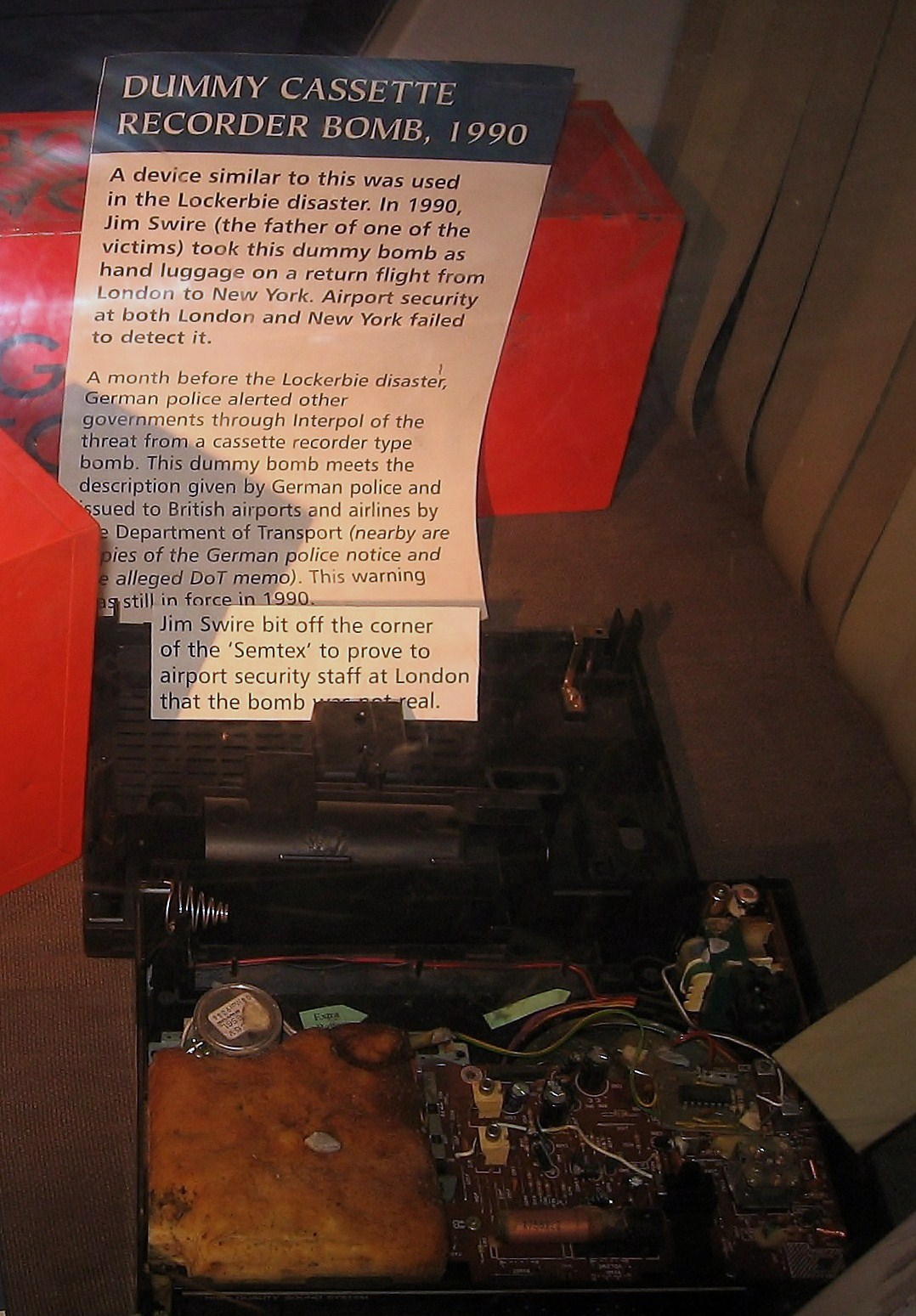
Reproductor de casset similar a l'utilitzat en el desastre

Es van recuperar fragments d'una maleta Samsonite que es creu que contenia la bomba, juntament amb fragments i peces de circuit identificats com a components d'un reproductor de cassetes Toshiba Bombeat "SF-16", similar a l'utilitzat per amagar una bomba Semtex i capturat per la policia de Alemanya Occidental al grup radical palestí Front Popular per a l'Alliberament de Palestina - Comandament General dos mesos abans. També es va poder determinar que unes peces de roba de nadó, que posteriorment es va demostrar que havien sigut confeccionades a Malta, provenien de la mateixa maleta.
La traça de la roba va portar a un comerciant maltès, Tony Gauci, qui esdevendria un testimoni clau de l'acusació, testificant que va vendre la roba a un home d'aspecte libi. Gauci va ser entrevistat 23 cops, donant respostes contradictòries sobre qui li havia comprat la roba, l'edat del comprador, l'aspecte i la data de compra, però més tard va identificar Abdelbaset al-Megrahi. Com al-Megrahi només hi havia estat a Malta el 7 de desembre, aquella data va ser assumida com la data de compra. La data és dubtosa, donat que Gauci testificà que les llums de Nadal de Malta no eren encara enceses en el moment de la compra, però es va poder determinar que les llums havien estat enceses el 6 de desembre. La policia escocesa tampoc va informar la defensa que un altre testimoni havia declarat haver vist uns homes aparentment libis fent una compra similar en un dia diferent. Un informe oficial, que donà informació no posada a disposició de la defensa durant el judici inicial, indicà que el 19 d'abril de 1999 Gauci havia vist, quatre dies abans d'identificar al-Megrahi per primera vegada, una fotografia d'al-Megrahi en una revista, a la qual es relacionava al-Megrahi amb la bomba, un fet que podria haver distorsionat la seva opinió. Li van mostrar la revista a Gauci durant el seu testimoni al judici d'al-Megrahi i li van preguntar si havia identificat la fotografia de l'abril de 1999 com la de la persona que adquirí la roba; llavors li van preguntar si aquella persona era al tribunal. Gauci llavors identificà al-Megrahi tot declarant: "és l'home que hi és en aquell costat de la sala, se li assembla molt".
Un fragment de placa de circuit, presumptament trobat incrustat en una peça de material carbonitzat, va ser identificat com a part d'un temporitzador electrònic similar al que es va trobar en possessió d'un agent d'intel·ligència libi que havia estat detingut 10 mesos abans per transportar material per fer una bomba Semtex. Ulrich Lumpert, antic empleat de Mebo, va identificar el fragment en el judici d'al-Megrahi com un fragment de temporitzador fabricat per Mebo. El propietari de Mebo, Edwin Bollier, va testificar en el judici que la policia escocesa li havia mostrat un fragment d'una placa de circuit de 8 capes de color marró d'un prototip de temporitzador que mai s'havia subministrat a Líbia. No obstant això, se li va demanar durant el judici que identifiqués una mostra de placa verda de circuit de 9 capes que Mebo havia subministrat efectivament a Líbia. Bollier volia intentar fer evident aquesta discrepància, però el jutge de primera instància, Lord Sutherland, li va demanar que no ho fes. Bollier va afirmar, temps després, que havia declinat en 1991 una oferta de 4 milions de dòlars americans del FBI a canvi del seu suport a la línia principal d'investigació. Aquesta afirmació no ha estat mai verificada.
El 18 de juliol de 2007 Ulrich Lumpert va admetre mitjançant un afidàvit davant notari de Zúric que havia mentit al judici. Lumpert va declarar aleshores que havia robat un prototip de circuit imprès de MST-13 de Mebo, i que va donar-ho el 22 de juny de 1989, sense permís, a "un investigador del cas Lockerbie". Hans Köchler, un observador de l'ONU al judici Lockerbie, en rebre una còpia de l'afidàvit de Lumpert, va dir que "les autoritats escoceses estan ara obligades a investigar aquesta situació. No només perquè Lumpert va admetre haver robat una mostra del temporitzador, sinó pel fet que la va donar a un investigador i després va mentir al tribunal". Es van trobar traces d'explosius Ciclotrimetilentrinitramina (RDX) i Pentaeritritol Tetranitrat (PETN) en les zones properes a les restes de l'avió.
El 27 d'abril de 2009 es va emetre un documental titulat "Lockerbie Revisitat", al qual el director i alhora narrador, Gideon Levy, va entrevistar els investigadors implicats en el cas. L'antic científic del Laboratori del FBI Fred Whitehurst va descriure el laboratori com una "escena del delicte", on un col·lega sense cap mena de qualificació, Thomas Thurman, alterava sovint els seus informes científics. Les entrevistes també van revelar que mai s'havien cercat residus d'explosius al fragment de temporitzador, per "raons pressupostàries". Thurman, qui va dirigir la investigació forense i va identificar la connexió líbia del fragment, va confirmar que aquesta n'era "l'única peça d'evidència real en contra de Líbia". Preguntat sobre la importància del temporitzador en la condemna de al-Megrahi, el cap de l'agencia anti-terrorista Task Force del FBI, Richard Marquise, va declarar, "hauria sigut molt difícil provar-ho sense el temporitzador... Crec que sense ell no haurien pogut plantejar una acusació".
Els investigadors van descobrir que s'havia enviat una bossa en el vol PA103 a través del sistema d'equipatge interlineal de Frankfurt, des del terminal i l'hora aproximada en què es van descarregar les bosses del vol KM180 de la companyia Air Malta, provinent de Malta. Tot i que la documentació del vol KM180 va indicar que totes les borses d'aquest vol van estar sota control, el tribunal va indicar que la borsa que contenia la bomba provenia d'aquest vol. El 2009 es va revelar que el guàrdia de seguretat Ray Manley havia informat que l'àrea d'equipatge de Pan Am de Heathrow s'havia trencat en les 17 hores abans de l'enlairament del vol 103. La policia va perdre l'informe i mai es va investigar l'informe ni Manley va ser cridat a declarar durant el judici.

### Investigació criminal
Conegut com la Bomba de Lockerbie i com el Desastre aeri de Lockerbie en el Regne Unit, aquest fet va ser descrit pel Lord Advocat d'Escòcia com la investigació criminal més gran del Regne Unit feta per la força policial més petita de Gran Bretanya, el Dumfries i Galloway Constabulary.
Després d'una investigació conjunta de tres anys pel Dumfries i Galloway Constabulary i l'Oficina Federal d'Investigacions dels EUA, durant els quals es van prendre 15.000 declaracions de testimonis, es van emetre el 13 de novembre de 1991 les acusacions per assassinat contra Abdelbaset al-Megrahi, oficial d'intel·ligència libi i cap de seguretat de les aerolínies Libyan Arab Airlines (LAA), i contra Lamin Khalifa Fhimah, gerent de la companyia LAA a l'aeroport de Luqa, Malta. Les sancions de l'Organització de les Nacions Unides contra Líbia i les prolongades negociacions amb el líder libi Moammar al-Gaddafi van precedir el lliurament dels acusats el 5 d'abril de 1999 a la policia escocesa a Camp Zeist, Països Baixos, que havia sigut seleccionat com a lloc neutral pel judici.
Tots dos acusats van decidir no declarar als tribunals. El 31 de gener de 2001 al-Megrahi va ser condemnat per assassinat per un tribunal de tres jutges escocesos, i condemnat a cadena perpètua, però Fhimah va ser absolt. L'apel·lació de al-Megrahi contra la seva condemna va ser rebutjada el 14 de març de 2002, i la seva sol·licitud d'apel·lació al Tribunal Europeu de Drets Humans va ser declarada inadmissible el juliol de 2003. El 23 de setembre de 2003, al-Megrahi va sol·licitar la revisió de la sentencia a la Comissió Escocesa de Revisió de Casos Criminals (SCCRC), i el 28 de juny de 2007, el SCCRC va anunciar la seva decisió de remetre el cas al Tribunal d'Apel·lació Criminal de Edimburg, després de descobrir que "podia haver-se produït una errada judicial involuntària".
Al-Megrahi va passar més de 8 anys i mig a la presó de Greenock, temps durant el qual sempre va mantenir la seva innocència dels càrrecs imputats. Va ser alliberat de la presó per raons humanitàries el 20 d'agost del 2009.
A l'octubre de 2015 uns advocats escocesos van anunciar que volien interrogar dos libis, identificats com a nous sospitosos de l'atemptat.

## Judici, apel·lacions, i alliberament
El 3 de maig de 2000 començà el judici contra Abdelbaset al-Megrahi i Lamin Khalifa Fhimah. Al-Megrahi va ser trobat culpable de 270 càrrecs d'assassinat el 31 de gener de 2001, i va ser condemnat a cadena perpètua a Escòcia; l'altre acusat, Fhimah, va ser declarat no culpable.
Els jutges del cas Lockerbie van declarar: "A partir de l'evidència que hem discutit fins ara, estem convençuts de que s'ha demostrat que la maleta que contia l'artefacte explosiu va ser enviada des de Malta, va arribar via Frankfurt i es va carregar al vol PA103 a Heathrow. Com ja hem dit, és evident que, amb una excepció, la roba que havia a la maleta sospitosa va ser la roba comprada a la botiga del Sr. Gauci el 7 de desembre de 1988. El comprador va ser, segons l'evidència del Sr. Gauci, un home libi. El detonant de l'explosió va ser una temporitzador MST-13 de la varietat d'única soldadura. S'havien subministrat una quantitat substancial d'aquests temporitzadors a Líbia. No es pot afirmar que sigui impossible que la roba hagués estat enviada des de Malta, que a algun lloc se li va afegís un temporitzador provinent d'algun lloc que no fos Líbia i s'introduís al sistema d'equipatges d'avions a Frankfurt o Heathrow. Pel que fa a la roba, al comprador i al temporitzador, però, l'evidència que tenim és que una bossa no acompanyada va ser portada del vol KM180 al vol PA103A, i que és l'evidència de considerar aquesta maleta com la maleta de l'explosió és, al nostre parer, irresistible. Com també hem dit, l'absència d'una explicació de per què va ser acceptada la maleta en el sistema en Luqa és una de les principals dificultats per a aquest cas de la Corona, però després de prendre plenament en compte aquesta dificultat, seguim sent de l'opinió que la maleta origen de l'explosió començà el seu viatge en Luqa. La clara conclusió que extraiem d'aquesta evidència és que la concepció, planificació i execució de la trama que va conduir a la introducció de l'artefacte explosiu va ser d'origen libi. Si bé no n'hi ha cap dubte d'activitats terroristes en aquell període d'organitzacions com ara el FPAP-CG i el Front Popular de Lluita de Palestina (FPLP), estem convençuts que no n'hi ha cap evidència que ens porti a la conclusió de que estaven involucrades en aquest acte particular de terrorisme, i la proves relatives a les seves activitats no creen un dubte raonable en la nostra ment sobre l'origen libi d'aquest crim".

### Apel·lació
L'equip de defensa va tenir 14 dies per poder apel·lar contra la condemna de al-Megrahi, i 6 setmanes addicionals per a entregar els fonaments de l'apel·lació. Aquests terminis van ser decidits pel jutge que va permetre l'apel·lació de al-Megrahi. L'única base per una apel·lació sota las lleis escoceses era una "errada judicial", una base no clarament definida i que deixa al tribunal d'apel·lació la determinació del significat d'aquesta base en cada cas. Donat que el judici havia estat presidit per tres jutges més un jutge alternatiu, es va fer necessari que el Tribunal d'Apel·lació Criminal fos presidit per cinc jutges:
- Lord Cullen, Lord Justice-General
- Lord Kirkwood
- Lord Osborne
- Lord Macfadyen
- Lord Nimmo Smith

Aquest tribunal va ser descrit com una fita en la història legal escocesa. El gener de 2002 Lord Cullen va concedir permís a la BBC per a televisar l'apel·lació, i per retransmetre-la a Internet en anglès i amb traducció simultània a l'àrab.
William Taylor, el cap de la defensa, va dir en la vista inaugural de l'apel·lació, el 23 de gener del 2002, que els tres jutges, sense un jurat popular, no havien pogut veure la pertinència de les proves "significatives" i havien acceptat fets poc fiables. Va sostenir que el veredicte no era el que un jurat popular raonable en un judici ordinari podria haver dictat si se l'hagués donat les directrius apropiades per part del jutge. Els motius del recurs es basaven en dues àrees de proves on la defensa reclamava que el tribunal original s'havia equivocat: el testimoni del botiguer maltès, Tony Gauci, que els jutges acceptaren com a suficient per demostrar que la "maleta sospitosa" va començar el seu viatge a Malta; i en la aportació d'una nova evidència que podia demostrat que el viatge de la bomba es va iniciar realment a Heathrow. Aquesta evidència, que no va ser escoltada en el judici inicial, va mostrar que en algun moment de les dues hores abans de les 00:35 del 21 de desembre de 1988 una cadenat d'una porta de seguretat que donava accés a la zona del Terminal 3 de Heathrow havia estat forçat, a prop de la zona anomenada en el judici com la "zona d'acumulació d'equipatges". Taylor va afirmar que la bomba del PA103 podia haver estat llavors afegida als equipatges de l'avió.
El 14 de març de 2002 Lord Cullen va trigar menys de tres minuts per a entregar la decisió del Tribunal Suprem. Els cinc jutges van refusar l'apel·lació, argumentant unànimement que "cap de les bases de l'apel·lació era ben fonamentada", afegint "aquesta decisió porta el procés al seu final". L'endemà, un helicòpter va portar al-Megrahi del Camp Zeist a la Presó Barlinnie, en Glasgow.

### Revisió del SCCRC
Els advocats d'al-Megrahi van apel·lar a la Comissió Escocesa de Revisió de Casos Criminals (SCCRC) el 23 de setembre de 2003, per a intentar que el cas tornés al Tribunal d'Apel·lació Criminal per una apel·lació renovada en contra de la condemna. L'apel·lació a la SCCRC es va interposar després de la publicació de dos informes, un al febrer 2001 i l'altre al març de 2002, fets per Hans Köchler, qui hi havia estat un observador internacional a Camp Zeist nomenat pel Secretari General de les Nacions Unides. Köchler va descriure les decisions del judici i del tribunal d'apel·lació com una "espectacular errada judicial". Köchler també va emetre un seguit de declaracions els anys 2003, 2005, i 2007, demanant una investigació internacional independent del cas i acusant Occident de un "tractament desigual dels estàndards de justícia criminal" amb relació al judici de Lockerbie, per una banda i pel judici del VIH a Líbia d'una l'altra.
El 28 de juny de 2007, el SCCRC va anunciar la seva decisió de remetre el cas al-Megrahi al Tribunal Suprem per una segona apel·lació en contra de la condemna. La decisió del SCCRC fou basada en els fets indicats en un informe de 800 pàgines que van determinar que "podria haver ocorregut una errada judicial". Köchler va criticar el SCCRC per exonerar de culpa la policia, els fiscals i el personal forense respecte a les al·legacions d'al-Megrahi per la condemna injusta. Va dir al The Herald de Glasgow el 29 de juny de 2007: "Cap oficial sembla tenir culpa, només un comerciant maltès". Köchler també va destacar el paper dels serveis d'intel·ligència en el judici i va declarar que no s'havien portat a terme els procediments judicials adients, donat que s'havia fet el judici sota unes condicions a les quals forces extrajudicials tenien permís per a intervenir.

### Segona apel·lació
Va tenir lloc una audiència de tràmit al Tribunal d'Apel·lació l'11 d'octubre de 2007, on els advocats de l'acusació i l'advocada defensora d'al-Megrahi, Maggie Scott, van discutir una sèrie de qüestions legals amb un tribunal de tres jutges. Un dels assumptes tractats va concernir un cert nombre de documents que van ser mostrats abans del judici inicial al fiscal, però no va ser informats a la defensa. Els documents se suposava que estaven relacionats amb el temporitzador MST-13 de Mebo, que presumptament havia detonat la bomba del vol PA103. Maggie Scott també va demanar la documentació del possible pagament de 2 milions de dòlars americans fet al comerciant maltès Tony Gauci pel seu testimony al judici, testimoni clau per a la condemna de al-Megrahi.
El 15 d'octubre de 2008, cinc jutges escocesos van decidir per unanimitat rebutjar un document presentat per l'Oficina de la Corona, que va tractar de limitar l'abast de la segona apel·lació d'al-Megrahi als motius específics d'apel·lació que van ser identificats pel SCCRC al juny de 2007. El gener 2009 es var informar que, tot i que la vista de la segona apel·lació d'al-Megrahi s'havia planificat per començar a l'abril de 2009, l'audició podria estendre's al llarg de més de 12 mesos, a causa de la complexitat del cas i el volum del material a ser examinat. La segona apel·lació va començar el 28 d'abril de 2009, va durar un mes i va ser ajornada el maig de 2009. El 7 de juliol de 2009, el tribunal es va tornar a reunir per a una audiència processal, i es va dir que degut a la malaltia d'un dels jutges, Lord Wheatley, en recuperació d'una cirurgia de cor, las dues sessions definitives de l'apel·lació es farien entre el 2 de novembre i l'11 de desembre de 2009, i entre el 12 de gener i el 26 de febrer de 2010. L'advocada d'al-Megrahi, Maggie Scott, va expressar el seu desànim pels retards: "hi ha un veritable perill de que el meu client mori abans que es tanqui el cas".

### Alliberament compassiu i controvèrsia
El 25 de juliol de 2009, al-Megrahi sol·licità el seu alliberament de la presó per raons humanitàries. Tres setmanes més tard, el 12 d'agost de 2009, al-Megrahi retirà la seva segona apel·lació, i se li va ser concedit l'alliberament pel seu càncer terminal de pròstata. El 20 d'agost de 2009 al-Megrahi va ser alliberat de la presó i va viatjar a Líbia en un vol xàrter. La seva possible supervivència de més enllà del pronòstic aproximat de "tres mesos" generà certa controvèrsia. Es creu què després del seu alliberament li va ser prescrit a al-Megrahi una combinació d'abiraterona i prednisona, combinació que estén la supervivència en casos de càncer en una mitjana de 14,8 mesos. Quan va acabar el tractament hospitalari, al-Megrahi va tornar a la seva casa familiar. Després del seu alliberament, al-Megrahi va publicar a Internet les proves que s'havien preparat per a la segona apel·lació, proves que segons ell havien de netejar el seu nom.
S'ha dit que el govern del Regne Unit i la companyia petroliera BP buscaven l'alliberament d'al-Megrahi com a part d'un acord comercial amb Líbia. Segons aquestes informacions, el 2008 el Govern Britànic "va decidir fer tot el possible per ajudar els libis a recuperar a al-Megrahi ... i va explicar als libis el procediment legal pel seu alliberament compassiu".
Al-Megrahi va ser alliberat sota llicència i per tant, es va veure obligat a romandre en contacte regular amb el Consell East Renfrewshiew. El 26 d'agost de 2011 es va anunciar que el parador d'al-Megrahi era desconegut, a causa de l'agitació social a Líbia, i que no s'havia posat en contacte durant algun temps. Es va informar el 29 d'agost que havia estat localitzat i tant el Govern Escocès com el Consell van emetre un comunicat confirmant que havia estat en contacte amb la seva família i que la seva llicència no havia estat violada. Andrew Mitchell, va dir que al-Megrahi estava en coma i a prop de la mort. El periodista de la CNN Nic Robertson va dir que era "només la closca de l'home que una vegada havia sigut" i que estava sobrevivint amb oxigen i un degoteig intravenós. En una entrevista a la BBC Radio 5 Live, l'ex ambaixador dels Estats Units a l'ONU, John Bolton, va demanar l'extradició d'al-Megrahi al govern libi rebel: "L'entrega d'al-Margrahi per a ser jutjat seria per a mi un senyal molt seriós de com el govern rebel vol tenir bones relacions amb els Estats Units i Occident".
Mohammed al-Alagi, Ministre de Justícia del nou govern de Trípoli, va replicar "el Consell no permetrà que cap libi sigui deportat per fer front a judici en un altre país... Abdelbaset al-Megrahi ja ha estat jutjat un cop, i no serà jutjat un altre cop".
Al-Megrahi morí a Líbia a conseqüència del càncer de pròstata el 20 de maig de 2012. El Primer Ministre escocès, Alex Salmond, va dir que era un bon moment per a recordar les víctimes de Lockerbie.

## Motius

### Líbia

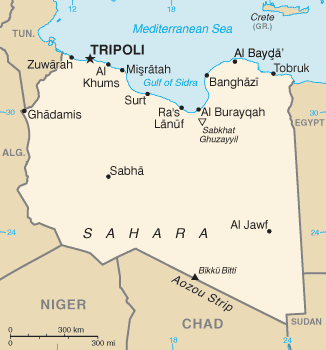
Golf de Sirte.

Fins al 2003 Líbia mai va admetre formalment la seva responsabilitat a l'atemptat de Lockerbie. El 16 d'agost de 2003 Líbia va admetre la responsabilitat formalment (però no la seva culpabilitat) en una carta enviada al president del Consell de Seguretat de les Nacions Unides.Felicity Barringer, del diari The New York Times, va dir que el text de la carta tenia "un llenguatge genèric absent d'expressions de remordiment" vers les persones que van morir a l'atemptat. La carta declarà que "s'accepta la responsabilitat per les accions dels nostres funcionaris".
El motiu que s'atribueix a l'atemptat per part de Líbia es remunta a una sèrie de confrontacions militars amb la Marina dels Estats Units que va tenir lloc en la dècada de 1980 al Golf de Sirte, una zona, al sud dels 32º30' de latitud, que Líbia reivindicà com a aigües territorials pròpies. El primer incident del Golf de Sirte es produí el 19 d'agost de 1981, quan dos avions de combat libis Sukhoi Su-22 van ser enderrocats per dos avions estatunidencs Grumman F-14 Tomcat. Temps després, el 23 de març de 1986, un vaixell libi van ser enfonsat al mateix Golf a prop del paral·lel 32º30'. El dirigent libi, Moammar al-Gaddafi, va ser acusat de haver-se venjat d'aquests enfonsaments a l'ordenar l'atemptat amb bomba del 5 d'abril de 1986 a la discoteca "La Belle" de Berlín Occidental, un lloc freqüentat per soldats dels EUA, i on van morir tres soldats i 230 més van resultar ferits.
L'Agència de Seguretat Nacional (NSA) dels EUA va interceptar missatges incriminatoris de Líbia a la seva ambaixada en Berlín Est, fet que va proporcionar al president Ronald Reagan l'excusa per llançar l'Operació El Dorado Canyon el 15 d'abril 1986 amb avions de l'USAF que es van enlairar des de bases britàniques —el primer cop que es va produir un atac dels EUA partint de la Gran Bretanya des que acabà la Segona Guerra Mundial— i van atacar Trípoli i Bengasi, en Líbia. El Govern libi va protestar perquè els atacs van matar Hanna, una nena petita que al-Gaddafi va afirmar haver adoptar (diverses fonts d'informació han donat per a la nena entre 15 mesos i set anys). Es diu que al-Gaddafi va patrocinar, el setembre de 1986, el segrest del vol 73 de la Pan Am a Karachi, Pakistan, per tal de venjar la mort de la seva filla.
Els EUA, al seu torn, van encoratjar i ajudar les Forces Armades Nacionals del Txad (FANT) proporcionant suport satèl·lit durant la batalla de Maaten al-Sarra. L'atac va resultar en una derrota devastadora per a les forces d'al-Gaddafi, després de la qual va haver d'accedir a un alto el foc que posà fi al conflicte del Txad i als somnis de dominació africana de Líbia. Al-Gaddafi va culpar de la derrota a França i als EUA per una "agressió contra Líbia". El resultat va ser l'animositat persistent d'al-Gaddafi contra els dos països, animositat que va donar peu als atemptats dels vols 103 de la Pan Am i del vol 772 de UTA.

### Sol·licituds d'investigació independent
Abans de la retirada de la segona apel·lació d'al-Megrahi, i mentre s'analitzaven les noves proves al tribunal, es van podria sol·licituds d'investigació independents sobre l'atemptat de Lockerbie. Les peticions d'aquestes investigacions han augmentat des de llavors, i són cada cop més insistents. El 2 de setembre de 2009 l'ex eurodiputat Michael McGowan va exigir que el Govern Britànic sol·licités una investigació urgent i independent dirigida per l'ONU per tal d'esbrinar la veritat sobre el vol 103 de la Pan Am. "L'hi devem a les famílies de les víctimes de Lockerbie i a la comunitat internacional la identificació dels responsables", va dir McGowan. Es van encetar dues peticions online: una sol·licitava una investigació pública al Regne Unit sobre l'atemptat de Lockerbie; l'altre una investigació de l'ONU sobre l'assassinat del Comissari de l'ONU per Namíbia, Bernt Carlsson, en l'atemptat de Lockerbie. El setembre 2009 es va dirigir una nova petició al President de l'Assemblea General de les Nacions Unides, per reclamar que l'ONU "fomenti una investigació pública completa" sobre el desastre de Lockerbie. El 3 d'octubre de 2009 se li va demanar a Malta si donava suport a una resolució de l'ONU a favor de la petició, signada per 20 persones, incloent-hi les famílies de les víctimes de Lockerbie, autors, periodistes, professors, polítics i parlamentaris, així com l'arquebisbe Desmond Tutu. Els signants consideraven que una investigació de l'ONU podria ajudar a eliminar "molts dels profundes dubtes que persisteixen sobre aquesta tragèdia", i també podrien esborrar el nom de Malta d'aquest acte terrorista. Malta es veia implicada en el cas perquè l'acusació va argumentar que els dos acusats libis, Abdelbaset al-Megrahi i Lamin Khalifa Fhimah, havien dipositat la bomba en un avió d'Air Malta abans que fos traslladada a l'aeroport de Frankfurt i d'aquest al de Heathrow de Londres, del qual va partir el vol 103 de la Pan Am. El Govern de Malta va respondre dient que la demanda d'una investigació de l'ONU podia ser "interessant com per ser considerada profundament, tot i que existien problemes complexos relacionats amb l'esdeveniment".
El 24 d'agost de 2009, el Dr. Jim Swire (viudo d'una dona morta a l'atemptat de Lockerbie) va escriure al Primer Ministre del Regne Unit, Gordon Brown, demanant una investigació completa, inclosa la qüestió de la supressió de l'evidència de Heathrow. Es va veure recolzat per una delegació de familiars de Lockerbie, encapçalada per Pamela Dix, que va anar al 10 de Downing Street el 24 d'octubre de 2009 i va lliurar una carta adreçada a Gordon Brown, demanant una reunió amb el Primer Ministre per parlar de la necessitat d'una investigació pública i de les principals qüestions que aquesta hauria d'abordar. El diari The Guardian va publicar el 26 d'octubre de 2009 un article op-ed (article no editorial) de Pamela Dix subtitulat "Les famílies dels morts en l'atemptat no han perdut l'esperança d'una investigació que ens ajudi a aprendre les lliçons d'aquesta tragèdia". L'1 de novembre de 2009 es va ser informar que Gordon Brown hi havia rebutjat la idea d'obrir una investigació pública sobre el cas Lockerbie, tot responent a la carta de Swire: "comprenem el vostre desig d'entendre els esdeveniments que envolten l'atemptat del vol 103 de la Pan Am, però pensem que no seria apropiat pel Govern de Regne Unit obrir una investigació d'aquesta mena". Ministres de Regne Unit van explicar que obrir aquesta mena d'investigació era responsabilitat del Govern Escocès. El Parlament Escocès ja havia refusat una investigació independent, argumentant no tenir el poder constitucional d'examinar el cas per les seves dimensions internacionals.
En concloure la seva extensa resposta del 27 d'octubre de 2009 al Primer Ministre, el doctor Swire va dir: "Ha rebut vostè ara una carta molt més àmplia del nostre grup «Famílies del Regne Unit del Vol 103» sol·licitant una investigació completa. En sóc un dels signants. Espero que el contingut d'aquesta carta subratlli algunes de les raons per les quals no m'és possible acceptar que s'hagi de limitar a Escòcia la investigació, i em disculpo si la meva carta personal anterior, del 24 d'agost, li va portar a engany sobre el focus principal que la investigació haurà de fer front. Aquest focus és a Londres i a la porta del llavors habitant del número 10 de Downing Street. Espero amb interès escoltar els seus comentaris, tant a la carta del nostre grup com a aquest missatge meu".

### Acusacions d'implicació d'al-Gaddafi
El 23 de febrer de 2011, durant la Guerra Civil Líbia, Mustafa Abdul Jalil, Ministre de Justícia libi anterior (i més tard president del Consell de Transició Nacional contrari a al-Gaddafi), va afirmar tenir proves de que el dirigent libi Moammar al-Gaddafi, havia ordenat personalment a Abdelbaset al-Megrahi que portés la bomba al vol 103.

### Teories alternatives
Patrick Barkham, del diari The Guardian, va donar el 1999 un llistat de versions alternatives de l'atemptat basat en una investigació del 1995 dels periodistes Paul Foot i John Aston. Segons la sentència del cas Lockerbie del 2001 i l'apel·lació del 2002, tots els intents de reobrir el cas s'han basat en la responsabilitat de Líbia. Una teoria suggereix que la bomba va ser detonada per control remot. Una altra teoria suggereix que la CIA va impedir la recerca de la maleta que contenia la bomba. Una altra implica Iran, bé en associació amb algun grup militant palestí o bé en la càrrega de la bomba mentre l'avió era a Heathrow. L'Agencia d'Intel·ligència de Defensa dels EUA (DIA) va informar que Ali Akbar Mohtashamipur (Aiatol·là Mohtashemi), un membre del govern iranià, va pagar 10 milions de dòlars estatunidencs per la col·locació de la bomba.
Altres teories impliquen Líbia i Abu Nidal, i d'altres l'apartheid de Sud-àfrica.

### Declaració de la Comissió de Seguretat
El 29 de setembre 1989 el president Bush va designar Ann McLaughlin Korologos, ex Secretaria de Treball dels EUA, per a presidir la Comissió del President sobre la Seguretat de l'Aviació i el Terrorisme amb la finalitat de revisar i informar sobre la política de seguretat de l'aviació a la llum de l'atemptat del vol PA103. Oliver "Buck" Revell, Assistent Executiu del Director de l'FBI, va ser designat per assessorar i ajudar en la seva tasca la Comissió.
Abans de presentar el seu informe, els membres de la Comissió es van trobar a l'Ambaixada dels Estats Units a Londres, el 12 de febrer de 1990, amb un grup de familiars britànics dels morts al PA103. Un dels familiars, Martin Cadman, informà que un membre de la Comissió li va dir: "El seu govern i el nostre saben exactament el que va passar, però mai no ho diran". La declaració va sortir per primer cop públicament al documental de 1994 The Maltese Double Cross – Lockerbie (La doble Creu de Malta), i va ser publicada al The Guardian el 12 de novembre de 1994, i a un informe especial de la revista Private Eye titulat Lockerbie, el vol des de la justícia de maig / juny de 2001.

## Indemnització

### De Líbia
El 29 de maig de 2002 Líbia va oferir fins a 2,7 milions de dòlars estatunidencs per resoldre les reclamacions de les famílies dels 270 morts en l'atemptat de Lockerbie, és a dir uns 10 milions de dòlars per família. L'oferta de Líbia consistia en que el 40% dels diners fossin enviats quan les sancions de les Nacions Unides, suspeses el 1999, fossin cancel·lades; un altre 40% a l'aixecar-se les sancions comercials dels Estats Units; i el 20% restant quan el Departament d'Estat dels Estats Units eliminés Líbia de la seva llista d'estats que patrocinen el terrorisme.
Jim Kreindler, del bufet d'advocats Kreindler & Kreindler de Nova York, encarregats de preparar la resolució de Líbia, va dir: "Aquestes són aigües desconegudes. És la primera vegada que qualsevol dels estats designats com a patrocinadors del terrorisme ha ofert una compensació a les famílies de les víctimes del terror".
El Departament d'Estat dels EUA va mantenir que s'involucraria directament: "Algunes famílies volen els diners, altres diuen que són diners de sang", va dir un representant del Departament.
La compensació a les famílies de les víctimes del vol PA103 va constituir un dels passos establerts per l'ONU per a l'aixecament de les sancions contra Líbia. Altres requisits incloïen una denúncia formal del terrorisme, tot i que Líbia va manifestar que ja ho havia fet "a l'acceptar la responsabilitat de les accions dels seus funcionaris".
El 15 d'agost de 2003, l'ambaixador de Líbia en l'ONU, Ahmed Own, va presentar una carta al Consell de Seguretat de l'ONU amb l'acceptació formal de "la responsabilitat de les accions dels funcionaris libis" en relació amb l'atemptat de Lockerbie. El govern libi llavors procedí a pagar a cada família una indemnització de 8 milions de dòlars estatunidencs (dels quals es van deduir els impostos legals, aproximadament 2,5 milions de dòlars) i com a resultat l'ONU va cancel·lar les sancions que havien estat suspeses quatre anys, i es van aixecar les sancions comercials dels EUA. Si el Departament d'Estat dels EUA hagués tret a Líbia de la llista dels països considerats com a protectors del terrorisme internacional, aleshores les famílies haurien rebut 2 milions més de dòlars, però com això no va succeir en el termini fixat per Líbia, el Banc Central de Líbia va retirar els 540 milions restants a l'abril del 2005 del compte de dipòsit a Suïssa, a través del qual s'havia pagat l'anterior compensació de 2.160 milions de dòlars, en total, a les famílies de les víctimes. Els Estats Units van anunciar la represa de relacions diplomàtiques plenes amb Líbia després d'haver tret el 15 de maig de 2006 aquest país de la seva llista de països que donen suport al terrorisme.
El 24 de febrer del 2004 el Primer Ministre de Líbia, Shukri Ghanem, va declarar en una entrevista amb la BBC Radio 4 que el seu país havia pagat la compensació com el "preu de la pau" i per assegurar l'aixecament de les sancions. Se li va preguntar si Líbia havia evitat l'acceptació de la culpa, i va contestar: "no l'hem acceptat". També va dir que no hi havia cap evidència per vincular Líbia amb el tret que va matar la oficial de policia Yvonne Fletcher a l'abril de 1984, davant l'Ambaixada de Líbia a Londres. Al-Gaddafi es va retractar de les declaracions de Ghanem, fetes sota la pressió de Washington i Londres.
Va continuar contra Líbia una acció civil fins al 18 de febrer del 2005, en nom de la Pan Am i de les seves asseguradores, que van fer fallida en part com a resultat de l'atemptat. L'aerolínia estava intentant treure 4.500 milions de dòlars per la pèrdua de l'aeronau i l'efecte causat sobre els negocis de la companyia aèria.
Arran de la decisió de la Comissió SCCRC del juny del 2007, es va suggerir que si la segona apel·lació d'al-Megrahi hagués estat exitosa i, per tant, la seva condemna anul·lada, Líbia podria haver tractat de recuperar els 2.160 milions de dòlars de la compensació pagada als familiars. Entrevistat pel diari francès Le Figaro el 7 de desembre de 2007, Saif al-Islam al-Gaddafi, segon fill del president libi, va dir que el set libis condemnats pel vol 103 de la Pan Am i el vol 772 de la UTA "eren innocents". Quan se li va preguntar si Líbia voldria, en conseqüència, sol·licitar el reemborsament de la indemnització pagada a les famílies de les víctimes (un total de 33 mil milions de dòlars), Saïf al-Gaddafi va respondre: "No ho sé".
Després de les converses mantingudes a Londres al maig de 2008, funcionaris nord-americans i libis van acordar iniciar negociacions per resoldre totes les reclamacions pendents de compensació bilateral, entre ells les relatives al vol 772 de la UTA, la bomba de la discoteca de Berlín de 1986 i el vol 103 de la Pan Am. El 14 d'agost de 2008 es va signar a Trípoli un acord de compensació entre els Estats Units i Líbia, pel part del Secretari d'Estat Adjunt David Welch i l'encarregat de les relacions amb els EUA del Ministeri d'Afers Exteriors de Líbia, Ahmed al-Fatroui. L'acord cobreix 26 demandes presentades pels ciutadans estatunidencs contra Líbia, i tres dels ciutadans de Líbia en relació amb el bombardeig nord-americà de Trípoli i Bengasi de l'abril de 1986, en què van morir almenys 40 persones i van resultar ferides 220. L'octubre del 2008 Líbia va pagar 1.500 milions de dòlars a un fons de compensació que deu servir per al següents casos:
1. Als familiars de les víctimes de l'atemptat de Lockerbie, amb el 20% restant de la suma acordada el 2003;
2. Víctimes estatunidenques de la bomba de la discoteca de Berlín de 1986;
3. Víctimes estatunidenques de la bomba del vol 772 de la UTA de 1989,
4. Víctimes líbies del bombardeig estatunidenc de 1986 de Trípoli i Bengasi.

Com a resultat d'això el president Bush va signar l'Ordre Executiva 13477 per a restaurar la immunitat del Govern de Líbia en demandes relacionades amb el terrorisme, i per a tancar tots els casos de compensació pendents als EUA. El portaveu del Departament d'Estat dels EUA, Sean McCormack, va indicar que es tractava d'una "fita laudable ... netejar el camí per una relació continua i amb futur de les relacions EUA-Líbia".
El 31 d'agost de 2008, en una entrevista mostrada al canal BBC Two, titulada Els Arxius de la Conspiració: Lockerbie, Saif al-Gaddafi va afirmar que Líbia havia admès la responsabilitat per l'atemptat de Lockerbie senzillament per aconseguir la retirada de les sancions comercials. Tot seguit va descriure les famílies de les víctimes de Lockerbie com a molt cobdicioses: "Demanaven més diners i més diners i més diners". Però de fet moltes famílies de víctimes van rebutjar acceptar la indemnització degut a la seva creença que Líbia no va ser responsable de l'atemptat.

#### Febrer del 2011
En una entrevista amb el diari suec Expressen del 23 de febrer del 2011, Mustafa Abdul Jalil, anterior Ministre de Justícia de Líbia, va afirmar tenir evidència de que al-Gaddafi havia ordenat personalment a al-Megrahi el dur a terme l'atemptat.
Jalil va dir a l'Expressen que "al-Gaddafi va donar l'ordre a Abdel Baset al-Megrahi, l'únic condemnat per l'atemptat del vol 103 de la Pan Am sobre Lockerbie, Escòcia, al que van morir 259 persones a bord i 11 a terra el 21 de desembre del 1988. Per tal de dissimular, ell (al-Gaddafi) va fer tot el possible per aconseguir l'alliberament d'al-Megrahi".
El comentari de Jalil a l'Expressen es va produir durant una agitació política generalitzada i protestes a Líbia per demanar la retirada de al-Gaddafi del poder. Les protestes van ser part d'una onada massiva de revoltes sense precedents al món àrab, estesa a Tunísia, Marroc, Bahrain i Egipte. En aquest últim país els manifestants egipcis van forçar l'abandó del càrrec del president Hosni Mubàrak. Els comentaris de Jalil van arribar en un dia en el que un desafiant al-Gaddafi es va negar a abandonar el seu comandament i va ordenar uns atacs brutals contra manifestants libis.
Abdul Jalil va dimitir com a Ministre de Justícia en protesta per la violència contra els manifestants anti-governamentals.

#### Costos de contingència per advocats
El 5 de desembre de 2003, Jim Kreindler va revelar que el seu bufet d'advocats de Park Avenue rebria una tramesa inicial de contingència d'aproximadament 1 milió de dòlars estatunidencs per cadascuna de les 128 famílies nord-americanes representades per Kreindler. Els honoraris del bufet podien superar eventualment els 300 milions de dòlars. Kreindler va argumentar que les taxes eren plenament justificades, ja que "durant els últims set anys hem tingut un equip de treball sense descans sobre el cas i mereixem la quota de contingència per la qual hem treballat tan intensament, i crec que hem proporcionat als familiars amb bona relació qualitat-preu".
Una altra firma d'advocats dels EUA, Speiser Krause, que va representar 60 familiars, dels quals la meitat eren famílies del Regne Unit, va arribar a la conclusió de que les taxes havien de suposar entre el 28% i el 35% de les indemnitzacions. Frank Granito, de Speiser Krause, va assenyalar que "les recompenses als EUA són més importants que a qualsevol altre lloc al món, però ningú ha posat en dubte la tarifa mentre es treballava sobre el cas, és ara que ens acostem a una resolució final quan arriben la crítica del que s'ha fet".
El març del 2009 es va anunciar que la firma estatunidenca Quinn Gillespie & Associates, va rebre 2 milions de dòlars pels treballs que va fer, entre el 2006 i el 2008, ajudant als familiars del vol PA103 a obtenir els pagaments fets per Líbia dels 2 milions d'indemnització finals (sobre un total de 10 milions) que es devia a cada família.

### De la Pan Am
El 1992, un tribunal federal dels EUA va trobar Pan Am culpable de conducta intencional indeguda a causa de la falta de controls de seguretat. Alert Management Inc i Pan American World Services, dues filials de Pan Am, també van ser trobades culpables. Alert Management gestionava la seguretat de la Pan Am als aeroports fora els EUA.

## Memorials i tributs

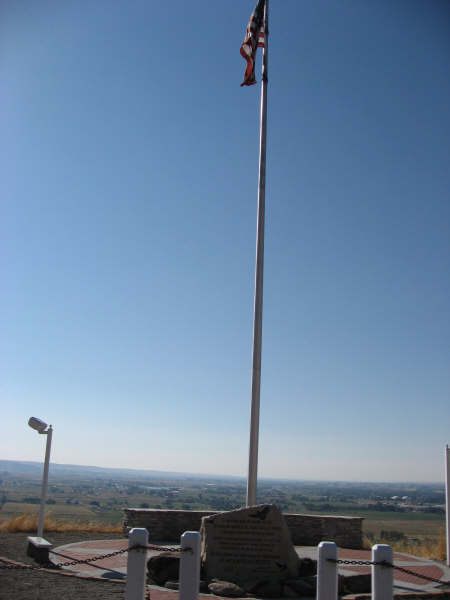
Tribut a l'Institut Cheltenham, Pennsilvània

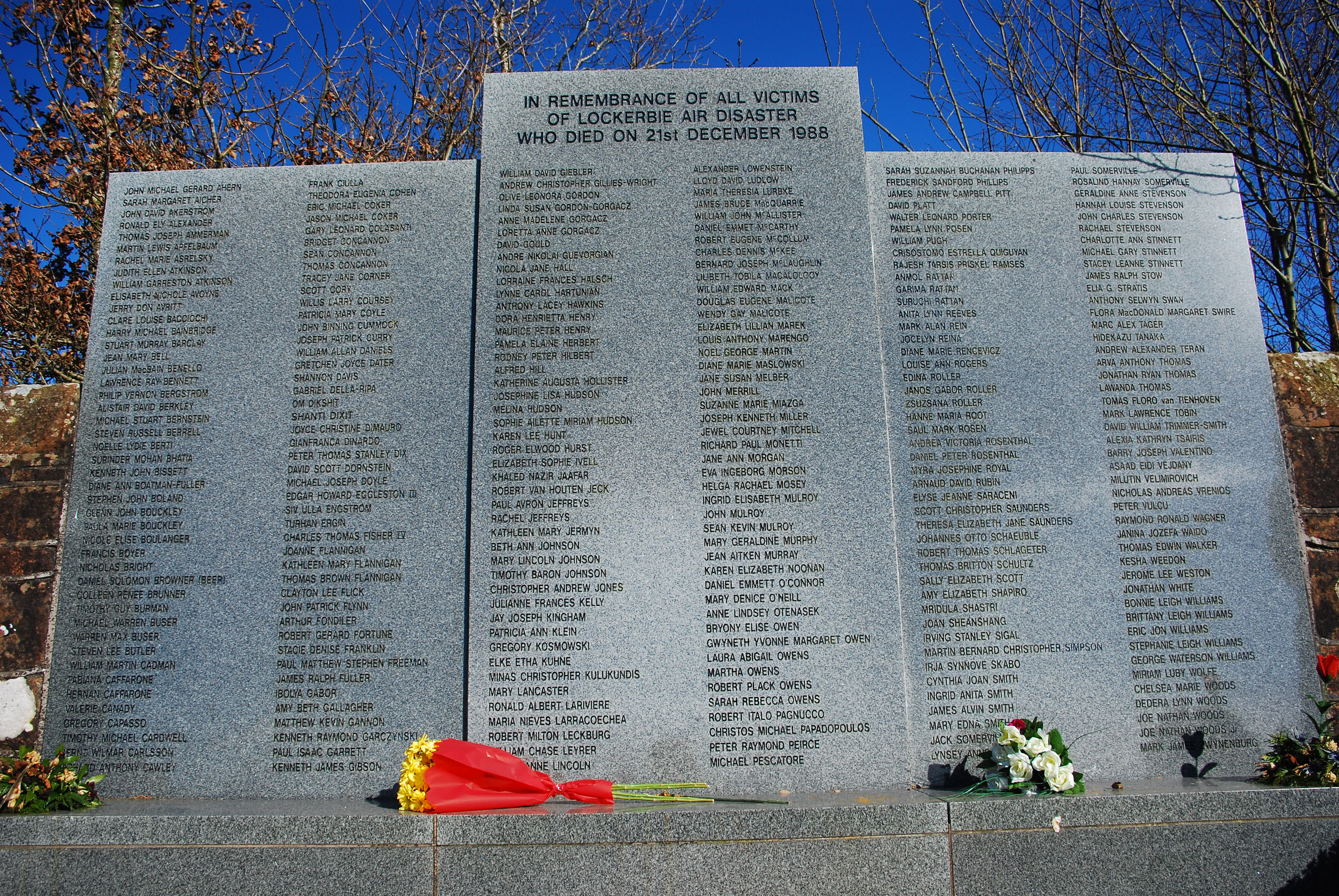
Memorial al Cementiri Dryfesdale

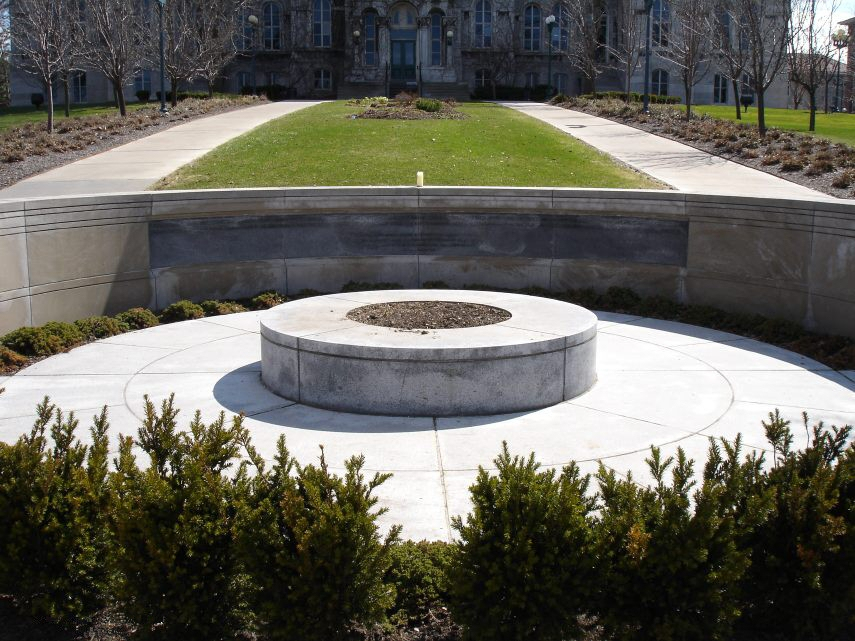
Memorial de la Universitat de Syracuse, Syracuse, Nova York.

Hi ha diversos monuments públics i privats a les víctimes del PA103. Dark Elegy ("fosca elegia") és una obra de l'escultora Susan Lowenstein de Long Island, que va perdre un fill de 21 anys, Alexander, que era un passatger al vol 103. L'obra consta de 43 estàtues nues de les esposes i mares que van perdre el marit o un fill. Dins de cada escultura hi ha un record personal de la víctima.

### Estats Units

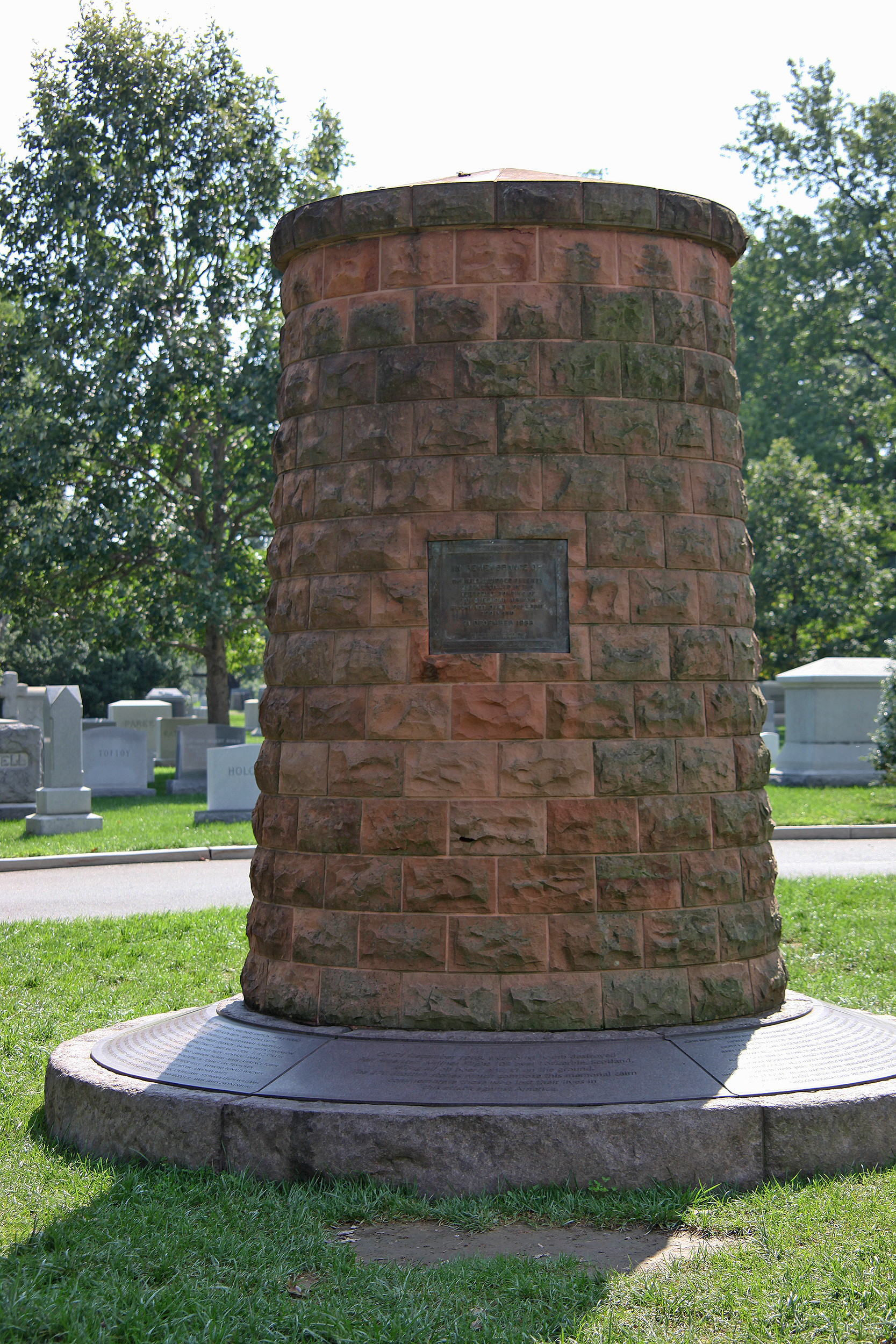
Memorial al Cementiri Nacional d'Arlington, EUA

El 3 de novembre de 1995, el llavors President dels EUA Bill Clinton va dedicar un Memorial Commemoratiu a les víctimes al Cementiri Nacional d'Arlington. Hi ha memorials similars a la Universitat de Syracuse; al Cementiri de Dryfesdale, a prop de Lockerbie; i al carrer Sherwood Crescent de Lockerbie.
La Universitat de Syracuse té una setmana commemorativa cada any, anomenada "Setmana del Record" per commemorar els seus 35 estudiants perduts. Cada 21 de desembre se'n du a terme un servei religiós a la capella de la Universitat a les 14:03 (19:03 UTC), l'hora a la qual va esclatar la bomba dins l'avió. La universitat paga les taxes universitàries a dos estudiants de l'Acadèmia de Lockerbie cada any, amb el nom de beca Lockerbie. A més, la Universitat atorga anualment 35 beques en honor de cadascun dels 35 estudiants morts. Les "Beques del Record" es troben entre els honors més alts que pot rebre un universitari de Syracuse. SUNY Oswego (Universitat de l'Estat de Nova York) atorga també beques a un estudiant que estigui cursant estudis a l'estranger en memòria de Colleen Brunner.

### Lockerbie
El principal monument al Regne Unit es troba al Cementiri de Dryfesdale, més o menys un kilòmetre i mig a l'oest de Lockerbie. Hi ha un mur de pedra semicircular al Jardí del Record amb els noms i les nacionalitats de totes les víctimes, juntament amb pedres funeràries individuals i monuments commemoratius. A la capella de Dryfesdale hi ha un llibre de memòria. Hi han monuments commemoratius a Lockerbie i l'església catòlica de Moffat, on es troben unes plaques amb els noms de les 270 víctimes. Al Saló de Plens de l'Ajuntament de Lockerbie hi ha una vidriera que representa les banderes dels 21 països de quins van perdre la vida al desastre. També hi ha un llibre de memòria a la biblioteca pública de Lockerbie i un altre a l'Església Tundergarth.
Vint-i-dues persones, que representen a la comunitat local de Lockerbie, a les organitzacions voluntàries i als serveis públics, van rebre Honors en la llista d'Honors d'Any Nou de Nova York de desembre de 1989, en reconeixement dels seus esforços per ajudar a sortir del desastre. Hi ha un jardí al carrer Sherwood Crescent de Lockerbie, just al lloc on hi havien les cases que van quedar destruïdes.

#### Partit a benefici
Es va organitzar un partit de futbol a benefici del fons d'apel·lació del desastre. El partit es va dur a terme a Palmerston Park, el terreny de l'equip Queen of the South, el club de futbol més proper a Lockerbie. L'oponent va ser el Manchester United, entrenat per Sir Alex Ferguson. El partit va tenir lloc l'1 de març de 1989. El QoS tenia diversos jugadors de d'altres equips convidats a la seva disposició. El resultat final va ser de 6-3 pel Manchester United.

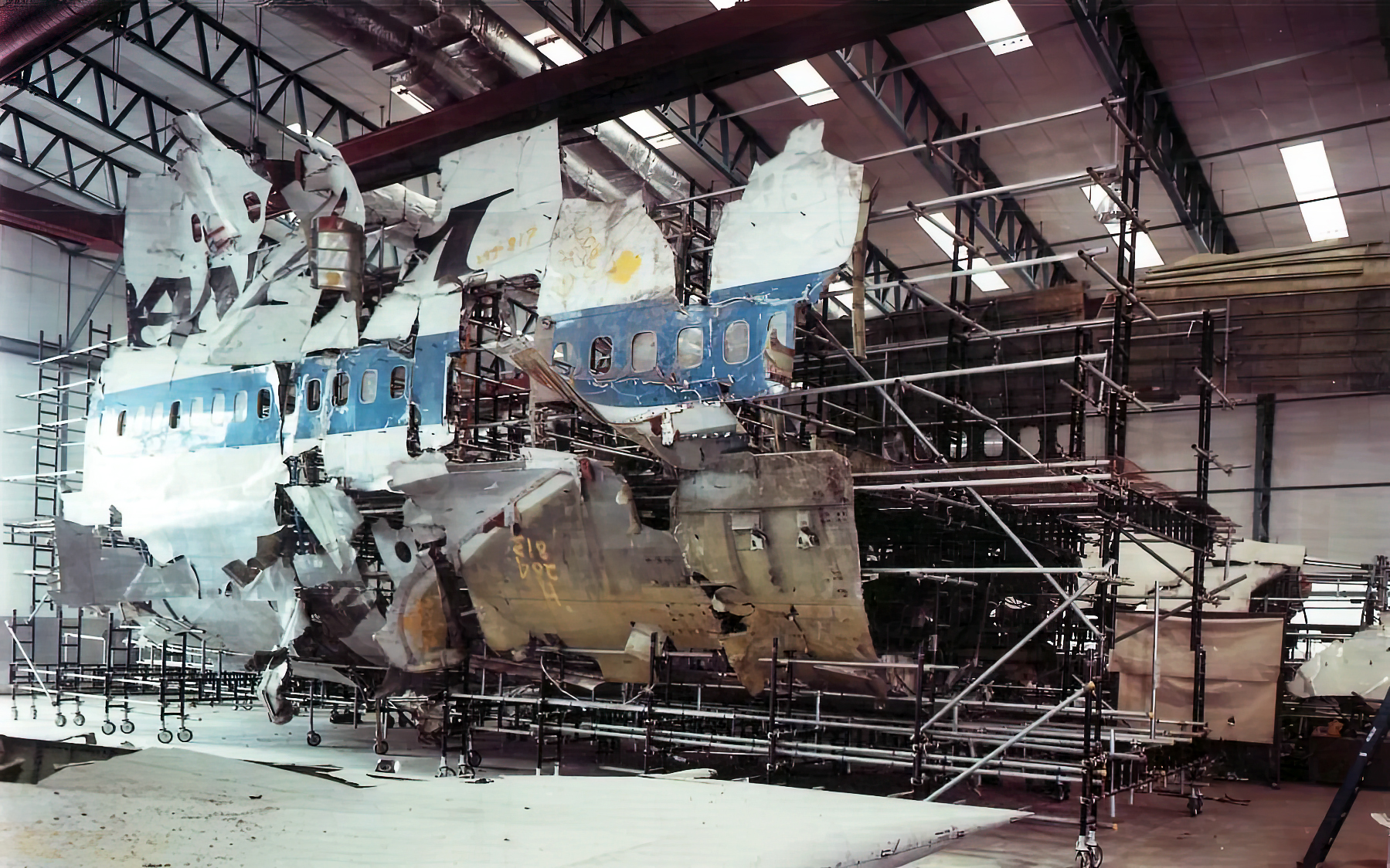
El fuselatge en el procés de reconstrucció

## Restes de l'aeronau
El Air Accident Investigation Branch (AAIB) va poder refer una part gran del fuselatge del Boeing per ajudar la investigació; donat que és una prove evidencial va ser emmagatzemat en un hangar de l'Aeroport de Farnborough. A l'abril de 2013 es va informar que una part de l'aeronau seria transferida a una ubicació segura en Dumfries, i que continua sent una evidència en la investigació criminal actual.
Les restes del Boeing romanen emmagatzemades a una milla de Tattershall, Lincolnshire, al depòsit de ferralla de Roger Windley, pendent de la conclusió del cas civil de les víctimes estatunidenques i dels posteriors procediments legals (53°7′19.35″N 0°12′58.09″O). Aquestes restes inclouen la secció de morro del Boeing 747, una secció que va ser tallada en diverses peces per poder treure-la del Turó Tundergarth.

## En mitjans de comunicació
- Un docudrama fet per la cadena Granada Television per a la xarxa britànica ITV, titulat Why Lockerbie? (Per què Lockerbie?) descriu els esdeveniments que van portar a l'explosió de la boma. Es va emetre el 26 de novembre de 1990 a ITV i el 9 de desembre de 1990 a la cadena HBO dels EUA sota el títol The Tragedy of Flight 103: The Inside Story (La tragèdia del vol 103: la història des de dins).[154]
- Lockerbie Laundry Project,[155] sobre els voluntaris de Lockerbie que van tornar la roba de les víctimes als familiars dels morts. Aquesta tasca és també descrita a l'obra de teatre The Women of Lockerbie (Las dones de Lockerbie) de Deborah Brevoort, guardonada amb la medalla de plata al Concurs Internacional de Guionistes Onassis del 2001.[156]
- Daniel and Susan Cohen, pares de Theodora "Theo" Cohen, van escriure el llibre Pan Am 103.[157]
- Aquest desastre va apareixa a la temporada disetena de la sèrie Mayday de la cadena canadenca Discovery Channel.
- Lockerbie: Case closed (Lockerbie: cas tancat), un documental de 47 minuts emés per la cadena Al Jazeera el 27 de febrer del 2012.
- Amber Entertainment i Forecast Pictures van afirmar el 2013 estar realitzant una pel·lícula basada en la lluita del Dr. Jim Swire.[158]
- Lockerbie Revisited (Lockerbie Revisitat) és un documental holandés de 50 minuts dins la sèrie de documentals Backlight de la cadena VPRO, emés en Holanda a l'època de la segona apel·lació d'al-Megrahi, que va començar a l'Alt Tribunal d'Edinburg el 28 d'abril del 2009.
- The Maltese Double Cross – Lockerbie (La doble Creu de Malta Locernie) és una pel·lícula documental sobre el vol 103. Producida, escritai dirigida per Allan Francovich, i financiada per Tiny Rowland. La pel·lícula es va emetre en novembre de 1994 a càrrec d'Hemar Enterprises.
- Una història breu, "57 Gatwick", de Patrick Hicks, basada en l'atemptat, apareix a "The Collector of Names" (Schaffner Press 2015).
- El 2006 Ken Dornstein va escriure un llibre, The Boy Who Fell Out of the Sky (El noi que va caure del cel), sobre el seu fill David Dornstein, mort a l'accident.[159]
- El 2015 Frontline va emetre una sèrie en 3 parts sota el títol "My Brother's Bomber"a la qual Ken Dornstein cerca respostes a l'atemptat.[160]